# Electrum

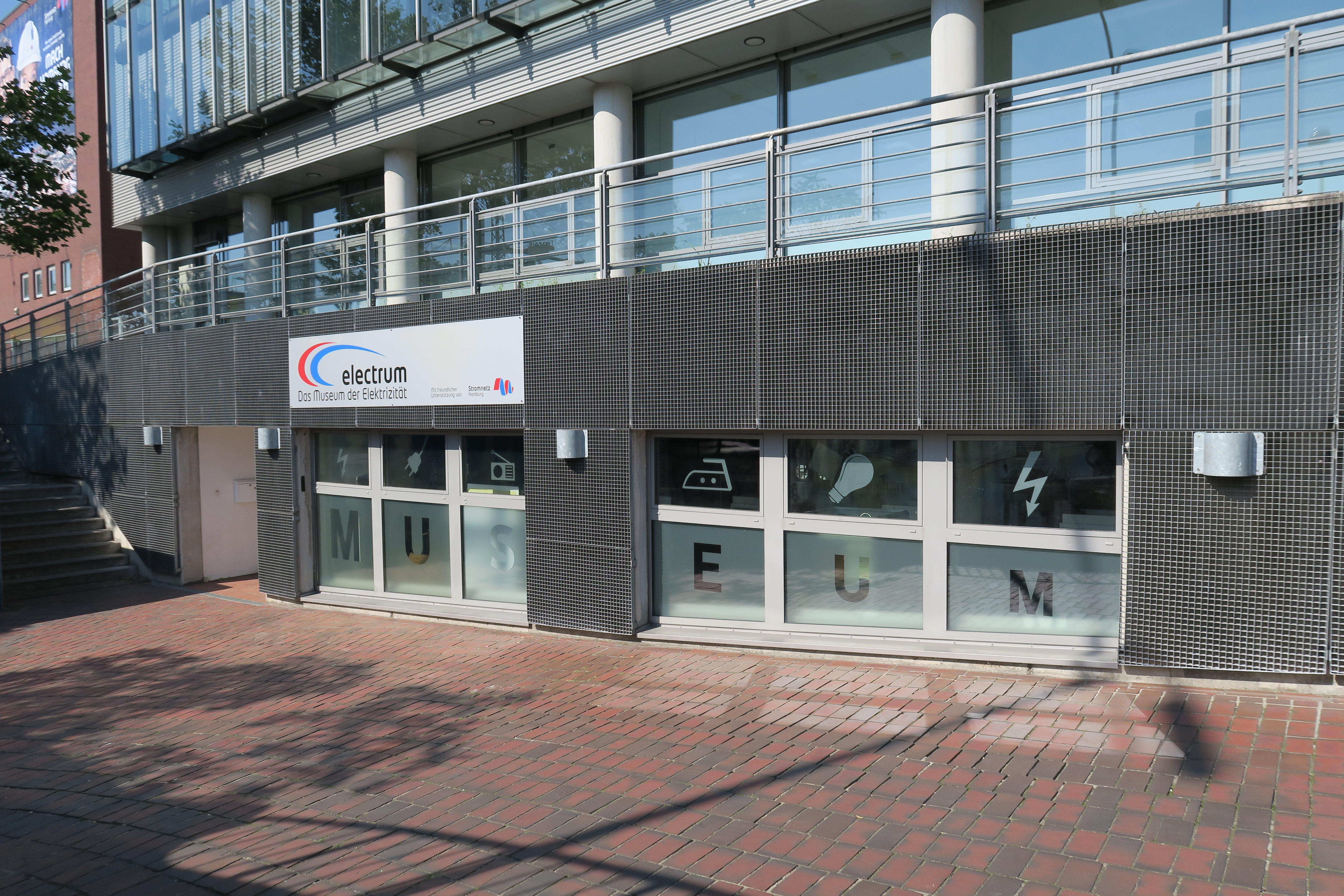
electrum in Harburg (2019)

Das electrum – Das Museum der Elektrizität in Hamburg ist ein Museum, das sich mit der Geschichte der Elektrizität und der Anwendung elektrischen Stroms insbesondere seit Beginn der Elektrifizierung bis in die jüngere Vergangenheit befasst.
Hervorgegangen aus einer Sammlung der Hamburgischen Electricitäts-Werken (HEW), befand es sich bis zur Schließung 2001 im Stadtteil Barmbek-Süd und zählte im deutschsprachigen Raum zu den größten Museen auf diesem Gebiet.
2011 wurde das Museum in kleinerem Rahmen in Hamburg-Harburg wiedereröffnet.

## Geschichte
Für die Ausbildung im Unternehmen und zu Studienzwecken wurden die ersten Anfänge einer Sammlung in den 1920er Jahren angelegt und 1964, zum 70-jährigen Jubiläum der HEW, das Museum mit einer Ausstellungshalle in einer alten Umformerstation am Klinikweg 23 eröffnet. Nach beinahe zweijährigem Umbau wurde das HEW-Museum 1979 erneut eröffnet und erhielt den aus den zusammengefassten Wörtern Electron und Museum gebildeten Namen electrum. Den Schwerpunkt der zunächst auf das Unternehmen bezogenen Ausstellung, bildete die früh einsetzende Elektrifizierung und Stadtgeschichte. Mit der fortlaufend erweiterten Sammlung kamen die Anwendungsbereiche der Elektrizität im Haushalt und Gewerbe, wie auch im Hafen hinzu. Bis zur Schließung lag das electrum mit über 50.000 Besuchern jährlich, bei den nicht von der Hansestadt geführten Museen an zweiter Stelle, nach dem Deutschen Zollmuseum (nach anderen Quellen gar bis zu oder über 60.000 Besucher).

### Exponate und Ausstellungen bis 2001
Das electrum in Barmbek zeigte – bei freiem Eintritt – eine Sammlung von Elektrogeräten aus unterschiedlichen Zeitepochen. Darunter Elektrisiergeräte (u. a. aus dem 18. Jahrhundert), Dampfmaschinen mit Generatoren, Gleichstrommotoren und Bogenlampen, den ersten Elektromotor eines Hafenkrans, aber auch viele Haushaltsgeräte vom elektrischen Bügeleisen bis zur ersten elektrischen Bohrmaschine. Zudem stellte das electrum zahlreiche historische Radio- und Fernsehgeräte aus, ebenso wie einen voll funktionsfähigen Zuse Z6 Computer. Funktionsmodelle, Experimente („Schwebende Bratpfanne“) und Filme ergänzten die Schau.
Sonderausstellungen widmeten sich einzelnen Künstlern, häufig aus dem Bereich Medienkunst, oder umfangreicheren Themengebieten. So entstand etwa in der Sonderschau „Geschichte der Nachrichten – Nachrichten der Geschichte“ (1989) täglich eine kleine Zeitung an einem Redaktionsarbeitsplatz, der im Museum aufgebaut war.

### Ausstellende Künstler (Auswahl)
- Walter Giers (1990)[6]
- Klaus Geldmacher: Licht- und Klangobjekte (1991)
- Peter Vogel (1994)[7]
- Gvoon Arthur Schmidt: The Untouchable Painting (1996)[8]
- Frank Fietzek: Interaktive Installationen (1997)[9]

### Schließung
Nach der Ankündigung des Betreibers, das electrum aus Kostengründen zu schließen, bildete sich ein Verein aus Mitarbeitern und Freunden des Museums. Das Ziel, die Einrichtung selbstständig weiterzubetreiben, erreichte der Förderverein jedoch nicht: Zum Jahresende 2001 wurde der Betrieb eingestellt. Die Exponate werden nun auf einem Betriebshof des HEW-Nachfolgers Vattenfall Europe in Hamburg-Bramfeld gelagert und mitunter an andere Museen für Ausstellungen ausgeliehen. Eine Dampfspeicherlok aus dem Jahre 1911, die von 1985 an vor dem Museum stand, wurde der Arbeitsgemeinschaft Geesthachter Eisenbahn geschenkt und im März 2003 nach Geesthacht überführt.  In den Jahren nach der Schließung gab es wiederholt Überlegungen, das electrum in das geplante Science Center Hamburg in der HafenCity zu integrieren.

## Das electrum in Harburg (seit 2011)
2010 stellte der Eigentümer Vattenfall Europe das vormals gastronomisch genutzte Souterrain seines Bürohauses in der Harburger Schloßstraße 1 für das Museum zur Verfügung, wo auf 530 Quadratmetern Ausstellungsfläche 6000 Exponate (insgesamt 10.000) und Sonderausstellungen präsentiert werden können.
Nach Umbau und Einrichtung erfolgte die Neueröffnung des electrums am 16. April 2011 zur Hamburger Langen Nacht der Museen mit der Sonderausstellung Hörstrom – Musik und Unterhaltungsgeräte gestern und heute – eine faszinierende Zeitreise von der ersten Spieluhr bis zum Music-Center. Das nun ehrenamtlich durch den Förderverein betriebene Museum ist nach telefonischer Voranmeldung im Rahmen einer Führung zu besichtigen und jeden Sonntag von 10:00 Uhr bis 17:00 Uhr geöffnet.

## Publikationen
electrum, Das Museum der Elektrizität, Herausgeber: Hamburger Electricitäts-Werke AG, 70 Seiten, Katalog, Hamburg, ohne Datum.